# Kallur, Gadag
Kallur là một làng thuộc tehsil Gadag, huyện Gadag, bang Karnataka, Ấn Độ.